# دورناو (گوپینگن)
دورناو (به آلمانی: Dürnau) یک شهر در آلمان است که در Göppingen واقع شده‌است.